# McLennan County
Das McLennan County ist ein County im Bundesstaat Texas der Vereinigten Staaten. Das U.S. Census Bureau hat bei der Volkszählung 2020 eine Einwohnerzahl von 260.579 ermittelt. Der Sitz der County-Verwaltung (County Seat) befindet sich in Waco.

## Geographie
Das County liegt etwa 80 km nordöstlich des geographischen Zentrums von Texas und hat eine Fläche von 2746 Quadratkilometern, wovon 48 Quadratkilometer Wasserfläche sind. Es grenzt im Uhrzeigersinn an folgende Countys: Hill County, Limestone County, Falls County, Bell County, Coryell County und Bosque County.
Das County wird vom Office of Management and Budget zu statistischen Zwecken als Waco, TX Metropolitan Statistical Area geführt.

## Geschichte
McLennan County wurde am 22. Januar 1850 aus Teilen des Limestone County und Milam County gebildet. Die Verwaltungsorganisation wurde am 5. August gleichen Jahres abgeschlossen. Benannt wurde es nach Neil McLennan (1777–1867), einem Landvermesser, der sich 1835 in Texas ansiedelte und im Jahr 1845 in die Nähe von Waco zog.

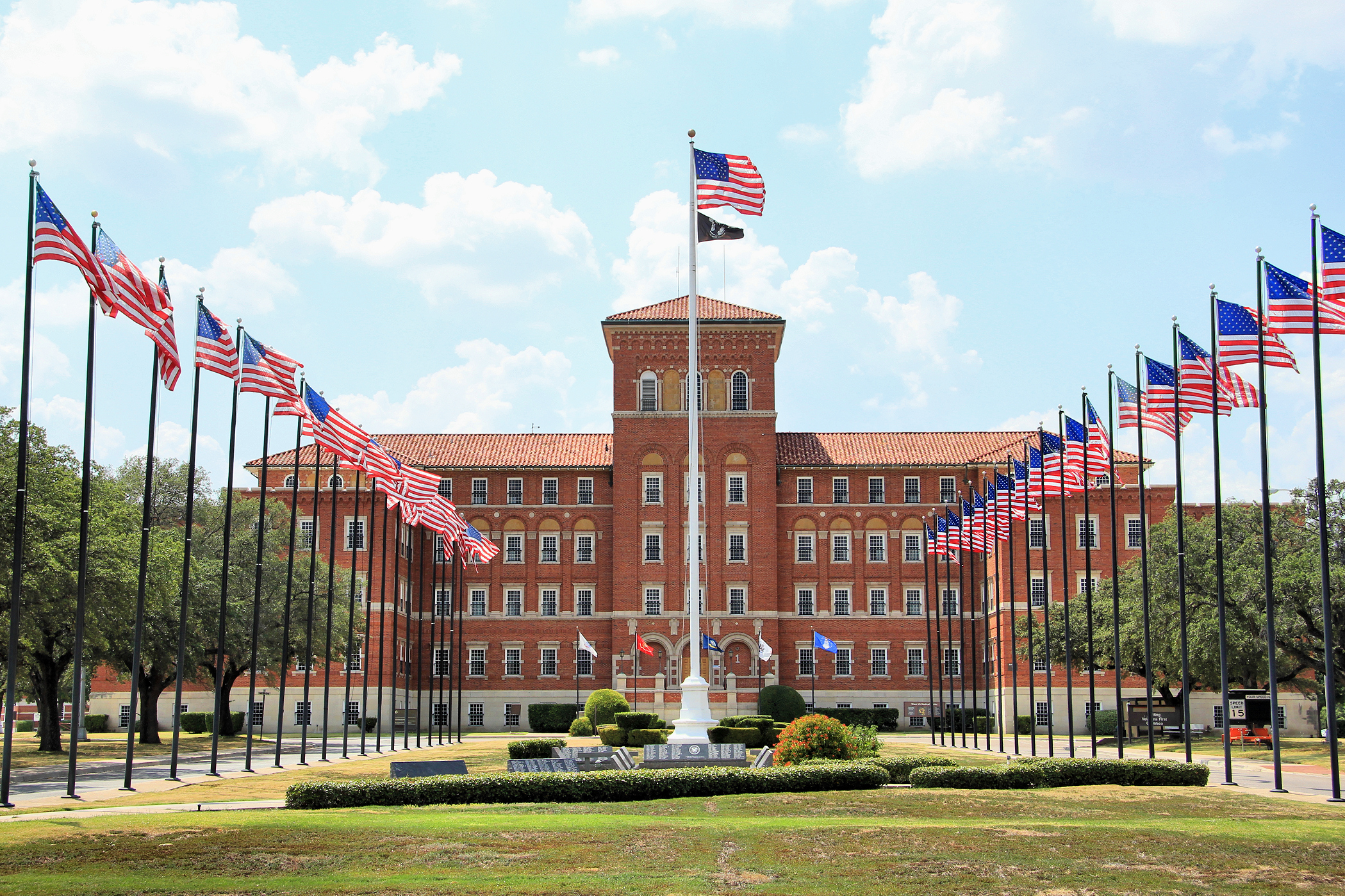
Im Veterans Administration Hospital Historic District (2013)

22 Bauwerke, Bezirke und Stätten im County sind im National Register of Historic Places („Nationales Verzeichnis historischer Orte“; NRHP) eingetragen (Stand 27. November 2021), darunter das McClennan County Courthouse, der Veterans Administration Hospital Historic District und die Artesian Manufacturing and Bottling Company Building.

## Demografische Daten

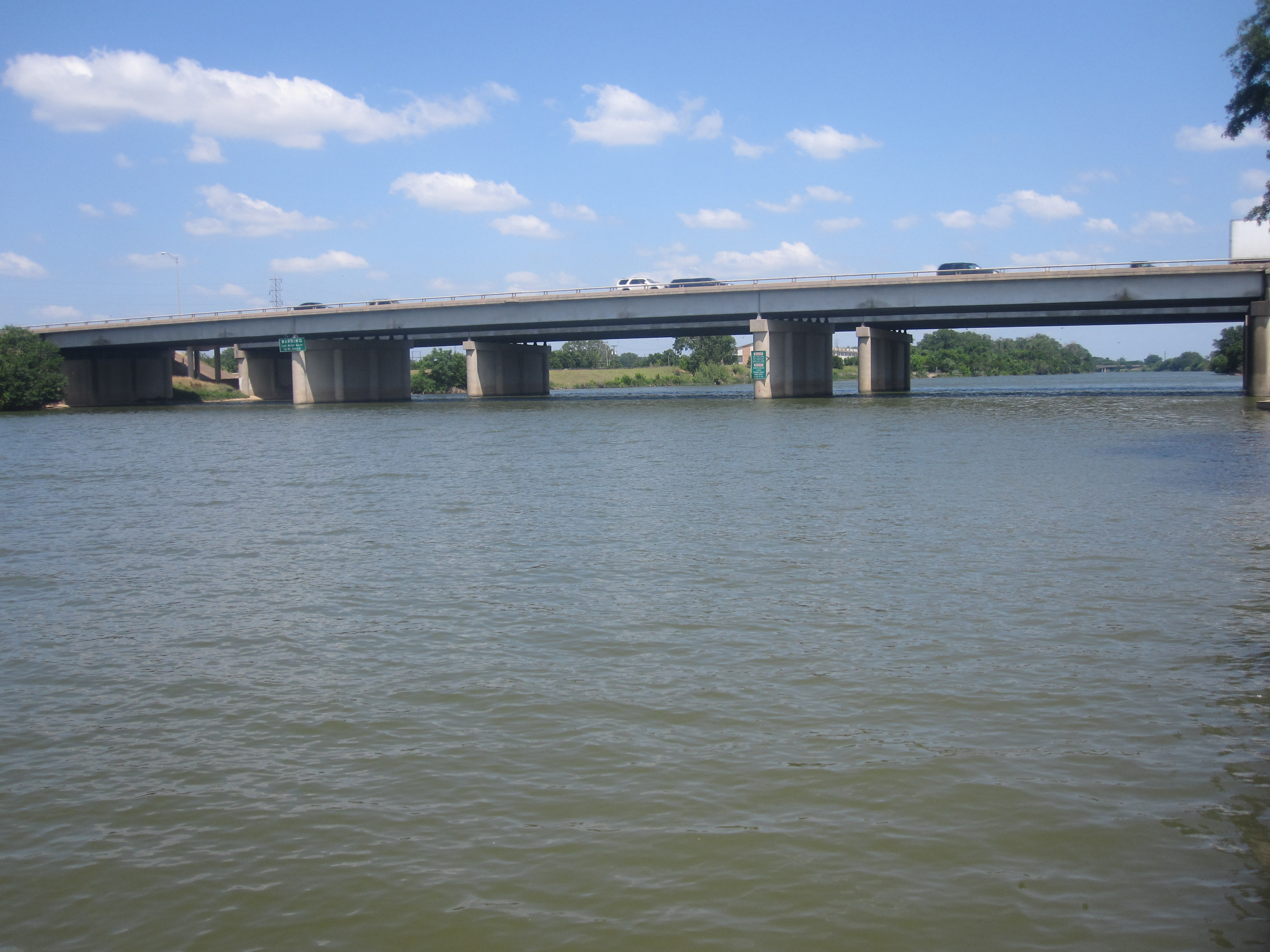
Der Brazos River mit einer Brücke der Interstate 35

Nach der Volkszählung im Jahr 2000 lebten im McLennan County 213.517 Menschen in 78.859 Haushalten und 52.914 Familien. Die Bevölkerungsdichte betrug 79 Einwohner pro Quadratkilometer. Ethnisch betrachtet setzte sich die Bevölkerung zusammen aus 72,17 Prozent Weißen, 15,19 Prozent Afroamerikanern, 0,49 Prozent amerikanischen Ureinwohnern, 1,07 Prozent Asiaten, 0,05 Prozent Bewohnern aus dem pazifischen Inselraum und 9,21 Prozent aus anderen ethnischen Gruppen; 1,83 Prozent stammten von zwei oder mehr Ethnien ab. 17,91 Prozent der Einwohner waren spanischer oder lateinamerikanischer Abstammung.
Von den 78.859 Haushalten hatten 33,0 Prozent Kinder oder Jugendliche, die mit ihnen zusammen lebten. 49,7 Prozent waren verheiratete, zusammenlebende Paare 13,6 Prozent waren allein erziehende Mütter und 32,9 Prozent waren keine Familien. 26,0 Prozent waren Singlehaushalte und in 9,7 Prozent lebten Menschen im Alter von 65 Jahren oder darüber. Die durchschnittliche Haushaltsgröße betrug 2,59 und die durchschnittliche Familiengröße betrug 3,15 Personen.
26,6 Prozent der Bevölkerung war unter 18 Jahre alt, 14,6 Prozent zwischen 18 und 24, 26,4 Prozent zwischen 25 und 44, 19,5 Prozent zwischen 45 und 64 und 12,9 Prozent waren 65 Jahre alt oder älter. Das Medianalter betrug 32 Jahre. Auf 100 weibliche Personen kamen 94,1 männliche Personen und auf 100 Frauen im Alter von 18 Jahren oder darüber kamen 90,2 Männer.

Das jährliche Durchschnittseinkommen eines Haushalts betrug 33.560 USD, das Durchschnittseinkommen einer Familie betrug 41.414 USD. Männer hatten ein Durchschnittseinkommen von 30.906 USD, Frauen 21.978 USD. Das Prokopfeinkommen betrug 17.174 USD. 12,4 Prozent der Familien und 17,6 Prozent der Einwohner lebten unterhalb der Armutsgrenze.

## Orte
- Axtell
- Battle
- Bellmead
- Ben Hur
- Beverly Hills
- Billington
- Blevins
- Bosqueville
- Bruceville
- Bruceville Eddy
- Cego
- China Spring
- Crawford
- Dot
- Eddy
- Elk
- Elm Mott
- Gerald
- Gholson
- Golinda
- Hallsburg
- Hewitt
- Kirk
- Lacy Lakeview
- Leroy
- Levi
- Lorena
- Mart
- Mc Gregor
- Meador Grove
- Moody
- Northcrest
- Ocee
- Riesel
- Robinson
- Rock Creek
- Rogers Hill
- Rosenthal
- Ross
- Speegleville
- Stampede
- Tours
- Waco
- Watt
- West
- White Hall
- Whitson
- Willow Grove
- Woodway